# Jerzy Wojnar
Jerzy Wojnar (* 7. Oktober 1930 in Lwów, heute Lwiw; † 2. Februar 2005 in Warschau) war ein polnischer Rodelsportler.
Jerzy Wojnar war für Olsza Kraków aktiv. Er startete erstmals 1958 im heimischen Krynica-Zdrój bei Rennrodel-Weltmeisterschaften und gewann vor seinem Landsmann Ryszard Pędrak und dem Österreicher Reinhold Frosch sofort den Titel des Weltmeisters. Ein Jahr später wurde der Pole in Villard-de-Lans Achter, 1960 in Garmisch-Partenkirchen Sechster. Zudem startete er in Garmisch mit dem vor allem als Bobfahrer bekannten Włodzimierz Źróbik im Rodeldoppel und wurde Fünfter. 1961 gewann Wojnar vor Hans Plenk und Reinhold Senn den Titel. Er war damit der erste Rodler, der zum zweiten Mal Weltmeister wurde. Im Doppel kam er mit Źróbik auf den 19. Platz. Nochmals eine Medaille gewann er 1962 in Krynica-Zdrój, als er hinter Thomas Köhler und vor Jochen Asche die Silbermedaille gewann. Weitaus schlechter verliefen die Rennrodel-Weltmeisterschaften 1963 in Imst, bei denen Wojnar nur 68. von 75 gewerteten und 83. gemeldeten Startern wurde. Bei den Olympischen Winterspielen 1964 in Innsbruck, bei denen erstmals Rennrodeln auf dem Programm stand, kam Wojnar auf den 28. Platz. Erst 1967 kam der Pole erneut zu einem Einsatz bei einem internationalen Großereignis. In Hammarstrand belegte er den fünften Platz und wurde zudem bei den Europameisterschaften in Königssee ebenfalls Fünfter. In Grenoble folgte 1968 die zweite Teilnahme an Olympischen Winterspielen, bei denen er Achter wurde. Bei seinen letzten Weltmeisterschaften 1969 in Königssee schied er wie unter anderem auch alle anderen polnischen Starter aus.